# Hamann Motorsport
Hamann Motorsport – przedsiębiorstwo tuningowe pochodzące z Laupheim w Niemczech. Zostało założone przez Richarda Hamanna w 1986 roku. Obecnie specjalizuje się w przerabianiu samochodów marki: BMW, Land Rover, Mercedes-Benz, Rolls-Royce, Porsche oraz Lamborghini. Po śmierci założyciela w 2011 roku, nowym menadżerem została Marion Hamann, wdowa po Richardzie.